# Yúliya Stupak
Yúliya Serguéyevna Stupak –en ruso, Юлия Сергеевна Ступак– (nacida como Yúliya Serguéyevna Belorukova, Sosnogorsk, 21 de enero de 1995) es una deportista rusa que compite en esquí de fondo.
Participó en dos Juegos Olímpicos de Invierno, obteniendo en total cuatro medallas, dos de bronce en Pyeongchang 2018, en velocidad individual y en el relevo (junto con Natalia Nepriayeva, Anastasiya Sedova y Anna Nechayevskaya), y dos en Pekín 2022, oro en el relevo (con Natalia Nepriayeva, Tatiana Sorina y Veronika Stepanova) y bronce en velocidad por equipo (con Natalia Nepriayeva).
Ganó tres medallas en el Campeonato Mundial de Esquí Nórdico entre los años 2017 y 2021.

## Palmarés internacional
| Juegos Olímpicos   | Juegos Olímpicos            | Juegos Olímpicos  | Juegos Olímpicos     |
| Año                | Lugar                       | Medalla           | Prueba               |
| ------------------ | --------------------------- | ----------------- | -------------------- |
| 2018               | Pyeongchang (Corea del Sur) | Medalla de bronce | Velocidad individual |
| 2018               | Pyeongchang (Corea del Sur) | Medalla de bronce | Relevo 4 × 5 km      |
| 2022               | Pekín (China)               | Medalla de oro    | Relevo 4 × 5 km      |
| 2022               | Pekín (China)               | Medalla de bronce | Velocidad por equipo |
| Campeonato Mundial |                             |                   |                      |
| Año                | Lugar                       | Medalla           | Prueba               |
| 2017               | Lahti (Finlandia)           | Medalla de plata  | Velocidad por equipo |
| 2019               | Seefeld (Austria)           | Medalla de bronce | Relevo 4 × 5 km      |
| 2021               | Oberstdorf (Alemania)       | Medalla de plata  | Relevo 4 × 5 km      |